# Ordinariat für die Katholiken des orientalischen Ritus in Brasilien
Dem Ordinariat für die Katholiken des orientalischen Ritus in Brasilien (lateinisch Brasiliae, portugiesisch Ordinariato do Brasil para os católicos de rito oriental) mit Sitz in Rio de Janeiro obliegt die bischöfliche Leitung und Jurisdiktion über alle mit Rom verbundenen katholischen Christen des orientalischen Ritus in Brasilien, also für eingewanderte Angehörige der unierten Ostkirchen und deren Nachkommen.

## Geschichte
Papst Pius XII. gründete es am 14. November 1951.
Einige unierte Kirchen bildeten in Brasilien eine eigene Jurisdiktion.
- 30. Mai 1962 für die Gläubigen der ukrainischen griechisch-katholischen Kirche: Apostolisches Exarchat Brasilien
- 29. November 1971 für die Gläubigen der maronitischen Kirche: Eparchie Nossa Senhora do Líbano em São Paulo
- 29. November 1971 für die Gläubigen der melkitischen griechisch-katholischen Kirche: Eparchie Nossa Senhora do Paraíso em São Paulo

## Ordinarien
- Jaime de Barros Câmara (14. November 1951 – 18. Februar 1971)
- Eugênio de Araújo Sales (22. Juli 1972 – 3. Oktober 2001)
- Eusébio Scheid SCI (3. Oktober 2001 – 28. Juli 2010)
- Walmor Oliveira de Azevedo (seit 28. Juli 2010)